# Кадейкин, Айрат Хайдерович
Айрат Хайдерович (Хайдарович) Кадейкин (род. 7 июля 1970, Пенза) — советский, российский хоккеист, нападающий. Тренер.

## Биография
Воспитанник пензенского хоккея. До 11 лет тренировался у Вячеслава Владимировича Бакланова, до 16 лет учился в спецклассе первой школы. Выступал за команды «Дизелист» / «Дизель» Пенза (1987/88 — 1988/89, 1990/91 — 1991/92), СКА Новосибирск (1989/90), «Итиль» / «Ак Барс» Казань (1992/93 — 1997/98), «Нефтехимик» (1998/99 — 2001/02), «Металлург» Новокузнецк (2002/03), «Нефтяник» Альметьевск (2003/04), «Нефтяник» Лениногорск (2004/05).
Чемпион России 1997/98.
Тренер в «Нефтехимике» (2004/05 — 2010/11, 2013/14 — 2014/15), и. о. главного тренера с 7 февраля 2007 до конца сезона. Главный тренер команды МХЛ «Реактор» (2012/13). Тренер (2015/16), главный тренер (2016/17 — 2018/19) команды ВХЛ «Барс». Сезон 2019/20 начал тренером команды МХЛ «Ирбис», с 22 сентября — тренер в «Сарыарке» (Казахстан, ВХЛ). Тренер по развитию в «Ак Барсе» (2020—2022). Тренер в команде КХЛ «Адмирал» (2022/23).